# Katō Gen’ichi
Katō Gen’ichi (japanisch 加藤 元一; geboren 11. Februar 1890 in Niimi (Präfektur Okayama); gestorben 1. Mai 1979) war ein japanischer Physiologe.

## Leben und Werk
Katō Gen’ichi schloss 1916 seine Ausbildung als Mediziner an der Universität Kyōto ab und wurde dort 1918 Lehrbeauftragter. Im Dezember des Jahres erhielt er eine Professur an der neugegründeten Fakultät für Medizin der Keiō-Universität.
Katō wandte sich der Erforschung der Weiterleitung von Nervenerregung im Narkose-Zustand zu. 1923 hielt er auf dem 2. Physiologie-Kongress in Rom den Vortrag mit Filmaufnahmen „Fugensui dendōgakusetsu“ (不減衰伝導学説), etwa „Theorie der nicht abschwächenden Leitung“. Für diese Theorie, die international hohe Anerkennung erfuhr, erhielt er 1927 den Preis der Akademie der Wissenschaften. 
Er isolierte weltweit zum ersten Mal erfolgreich einzelne Nervenstränge und leitete auch damit einen Beitrag zur Weiterentwicklung der Physiologie. 1950 beendete er seine Lehrtätigkeit an der Keiō-Universität. Die Argentinische und die Amerikanische Gesellschaft für Physiologie ernannten ihn zum Ehrenmitglied, seine Heimatstadt Niimi zu Ehrenbürger. 1976 wurde er Mitglied der Akademie der Wissenschaften.
Katō wurde 1928, 1935 und 1937 für den Nobelpreis für Medizin vorgeschlagen, hat jedoch diese Auszeichnung nicht erhalten.
Katō verfasste u. a. 1934„Seirigaku“ (生理学) – „Physiologie“, das erste Lehrbuch in Japan auf diesem Gebiet. Eine weitere Publikation ist „The Theory of Decrementless Conduction in Narcotised Region of Nerve“,1924.